# Louis Gabriel Deniéport
Louis Gabriel Deniéport, né à Dieppe le 14 avril 1765 et mort le 21 octobre 1805, est un capitaine de vaisseau français. Il s'est distingué lors de nombreuses batailles navales, et trouva la mort lors de celle de Trafalgar au commandement de L'Achille.

## Biographie

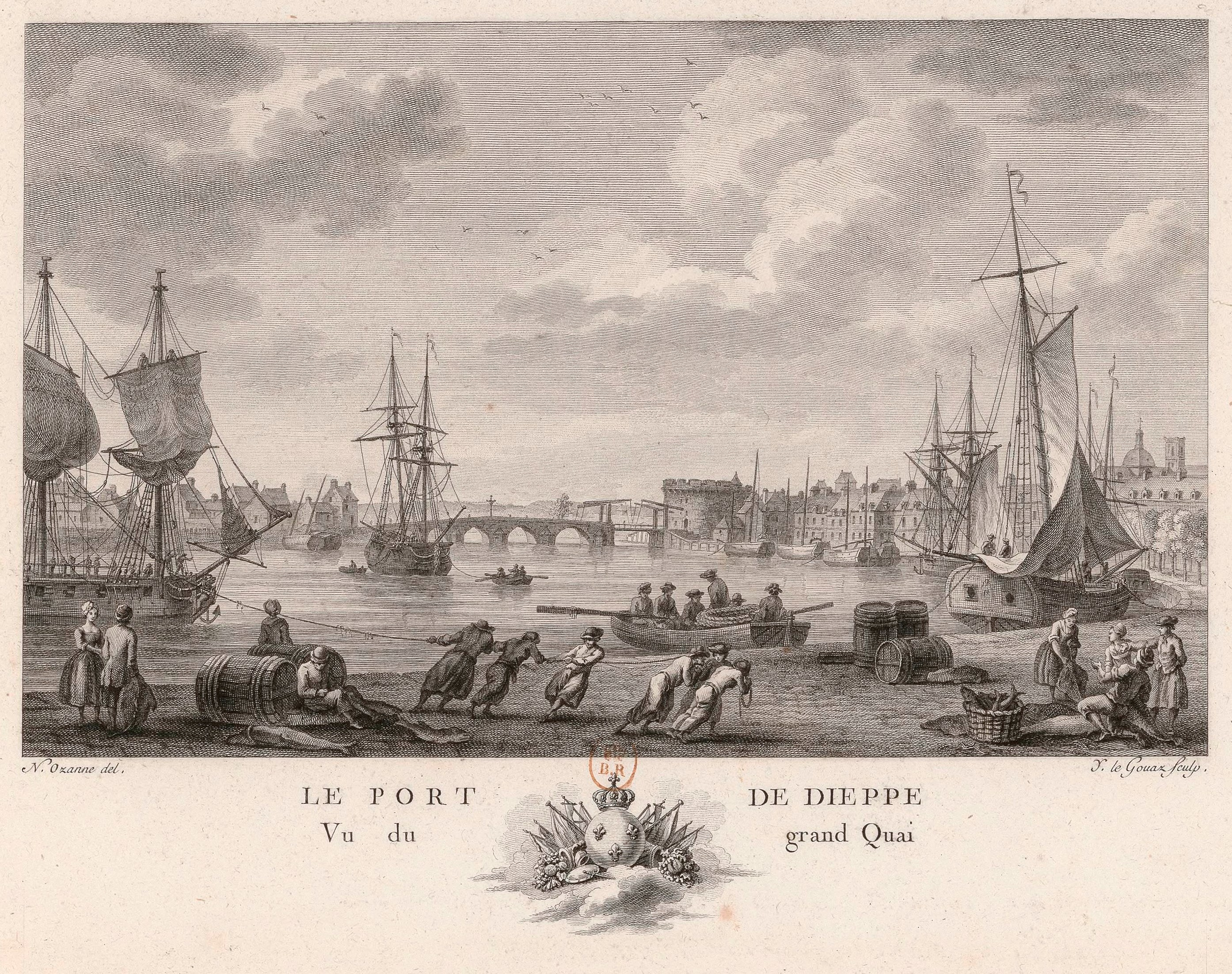
Vue du port de Dieppe sous l'Ancien Régime

Il naquit à Dieppe de parents exerçant la profession d’aubergiste, rue de l’Oranger. Il eut pour parrain Nicolas Boiloy, négociant de la paroisse Saint-Remy, et pour marraine la veuve Michel Martel, négociante, paroisse de Saint-Jacques. Comme son frère, Jean-Vincent Deniéport, brillant élève des Oratoriens et prix du concours général en 1785, Gabriel dut entrer tout jeune en la maison de l’Oratoire.
Sa passion pour la mer, et sans doute moins d’aptitude pour la méditation philosophique que pour l’action, interrompit ses études car dès l’âge de quatorze ans, il naviguait à bord de bâtiments de corsaires alors si nombreux au port de Dieppe. Il acquit ainsi une pratique précieuse du métier dans les postes subalternes de novice, matelot et aide-pilote.
Plus instruit que ses camarades de bord, audacieux et habile, il est remarqué juste au moment où la Révolution française raréfie les officiers de marine, qui presque tous, sont de la noblesse.
Le 9 messidor an II (9 juin 1794), il est nommé enseigne « entretenu », par arrêté de Salicetti, représentant du peuple. Une note de Toulon sur lui porte : « ses mœurs sont pures, exact dans le service, n’est enclin ni au vin ni au jeu, conduite politique bonne, instruit, d’une santé robuste, aimé de son équipage ».

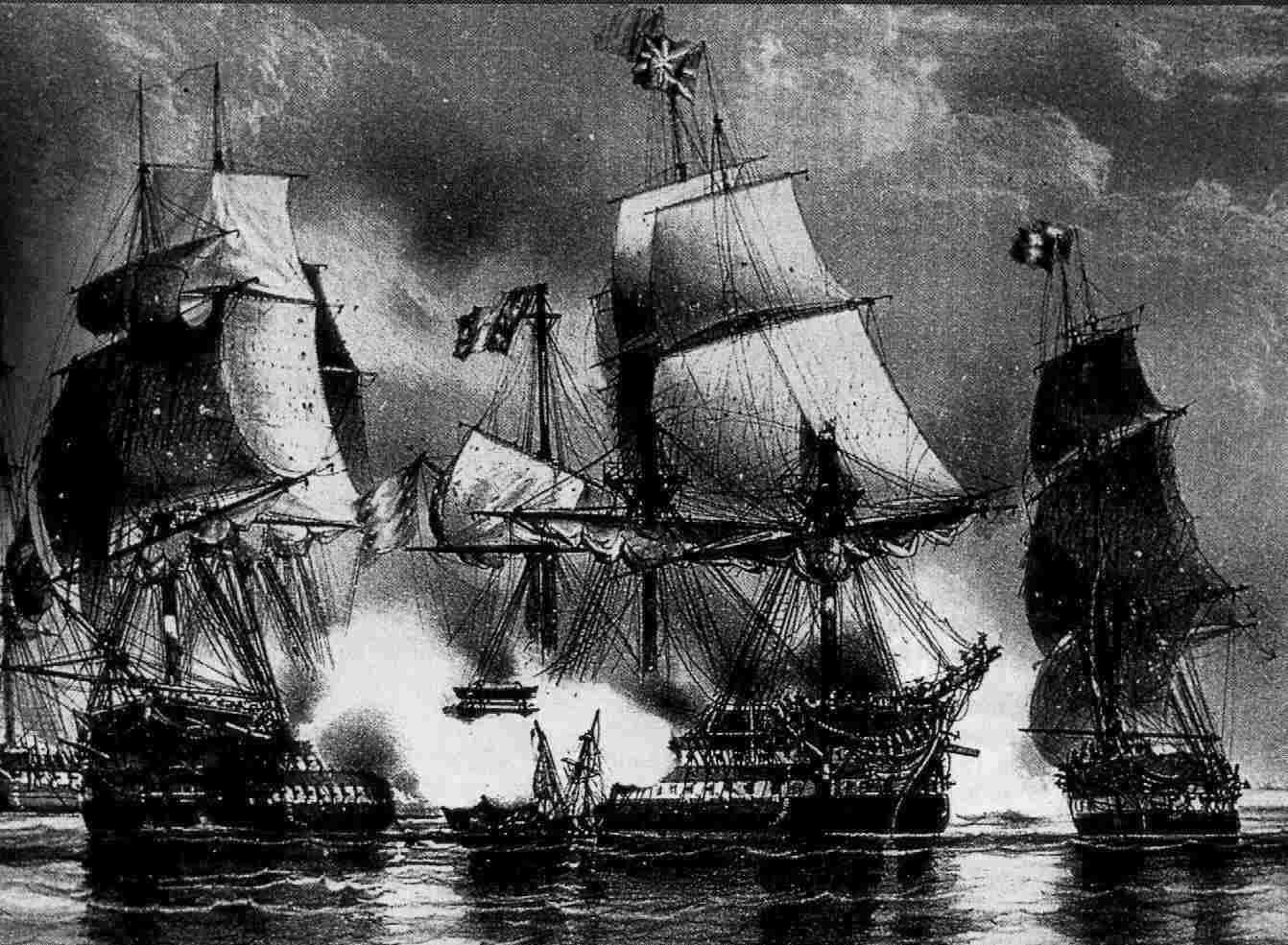
Le combat du Ça Ira près de Noli le 14 mars 1795.

Il commande la corvette La Brune depuis le 5 frimaire an II (15 novembre 1794) et se rend à Toulon sur l’ordre du Général Martin. Il est présent à la bataille de Gênes le 14 mars 1795, où les vaisseaux français Le Censeur (en) et le Ça Ira (en) sont capturés par les britanniques. Au cours de cette action, le Timoléon, désemparé, allait sombrer sous les coups de trois bâtiments britanniques qui l’entouraient. La Brune parvint à lui envoyer une remorque et le tira du feu. Le général Martin, satisfait de cette habile manœuvre, fit nommer Deniéport lieutenant de vaisseau, le 21 germinal an IV (10 avril 1796). Il accomplit ensuite une longue campagne dans les mers du Levant. Devant les suspicions exprimées à son encontre par des agents du Directoire, la commune de Sète répond en attestant de son civisme.

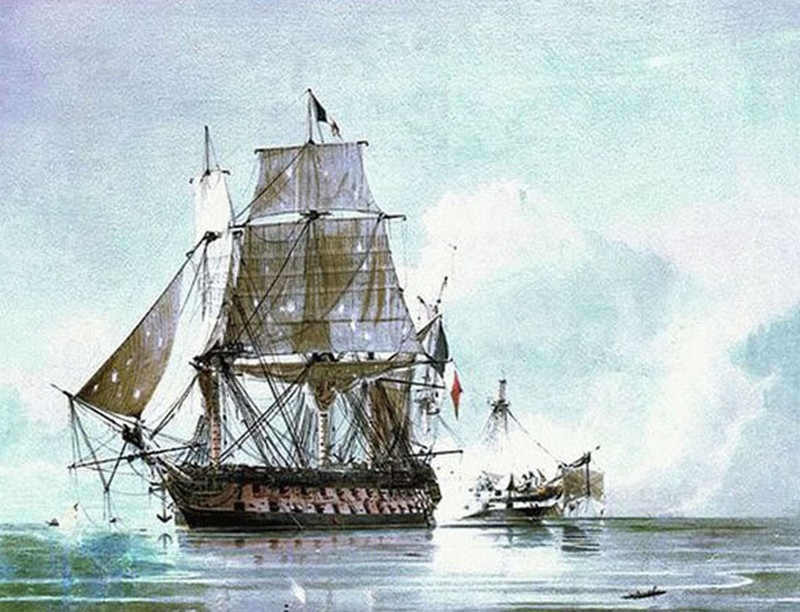
Combat entre le et le Généreux (18 août 1798).

Dès lors plus rien n’entrave son ascension sur l’échelle hiérarchique. Capitaine de frégate le 14 floréal an V (3 mai 1797), il reçoit, le 2 brumaire an VII (23 octobre 1798), un brevet provisoire de capitaine de vaisseau que lui délivre le chef de division Louis-Jean-Nicolas Lejoille, avec le commandement du HMS Leander qui venait d'être capturé.
Envoyé devant Corfou que les Turcs et les Russes convoitent, il fait de son mieux avec un maigre équipage de grecs et de vénitiens. Mais son navire, cerné par toute une flotte ennemie, coule et voilà Deniéport prisonnier. Il ne tarde pas à être échangé. Aussitôt pleuvent sur lui recommandations et attestations flatteuses. Le commissaire général des départements français de Grèce Dubois certifie que « le Commandant Deniéport a rempli tous les devoirs d’un bon officier et d’un brave républicain. » Toute la garnison de Corfou en a été témoin. Le contre-amiral Perrée écrit à son sujet : « Conduite digne d’éloges, bon officier, vrai homme de mer, zélé, actif, qu’on chargea de beaucoup de missions particulières et très délicates qu’il a très bien remplies. » Le général de division Chabot, gouverneur militaire de Corfou, dit : « Ce capitaine avec son vaisseau dénué de monde, a fait une résistance au-dessus de tout éloge. » Le vice-amiral Thévenard vante « son zèle et son talent. »
Fatigué de ses dures croisières, malade, Deniéport demande un congé pour venir se reposer à Dieppe où il n’a pas mis les pieds depuis 7 ans.
Les héros de ces épopées récoltaient plus gloire que d’argent. Le 4 vendémiaire an VIII ( 27 septembre 1799), Deniéport réclame un acompte sur les 5 000 francs qui lui restent dus de l’an VI, et sollicite une part de ses appointements de l’an VII. Le Directoire ne payait pas plus régulièrement ses officiers que ses fonctionnaires, car le Trésor s’épuisait vite au temps de Barras. Le 7 du même mois, seconde lettre de notre marin au Ministre. Il résume ses campagnes depuis l’an II et demande que son grade de capitaine de vaisseau lui soit maintenu. On ne lui donne pas tout de suite satisfaction.
En l’an XII (1803), il commande La Badine en qualité de capitaine de frégate dans les eaux de la Martinique. Brumaire an XIII (1804), il reprend du service en France, et se voit enfin nommé capitaine de vaisseau à titre définitif.
Le capitaine général de la Martinique l’avait bien servi en disant de lui qu’il « était un des marins les plus propres à assurer les expéditions dont il serait chargé et à illustrer son arme. » Déniéport poursuivit brillamment sa carrière.

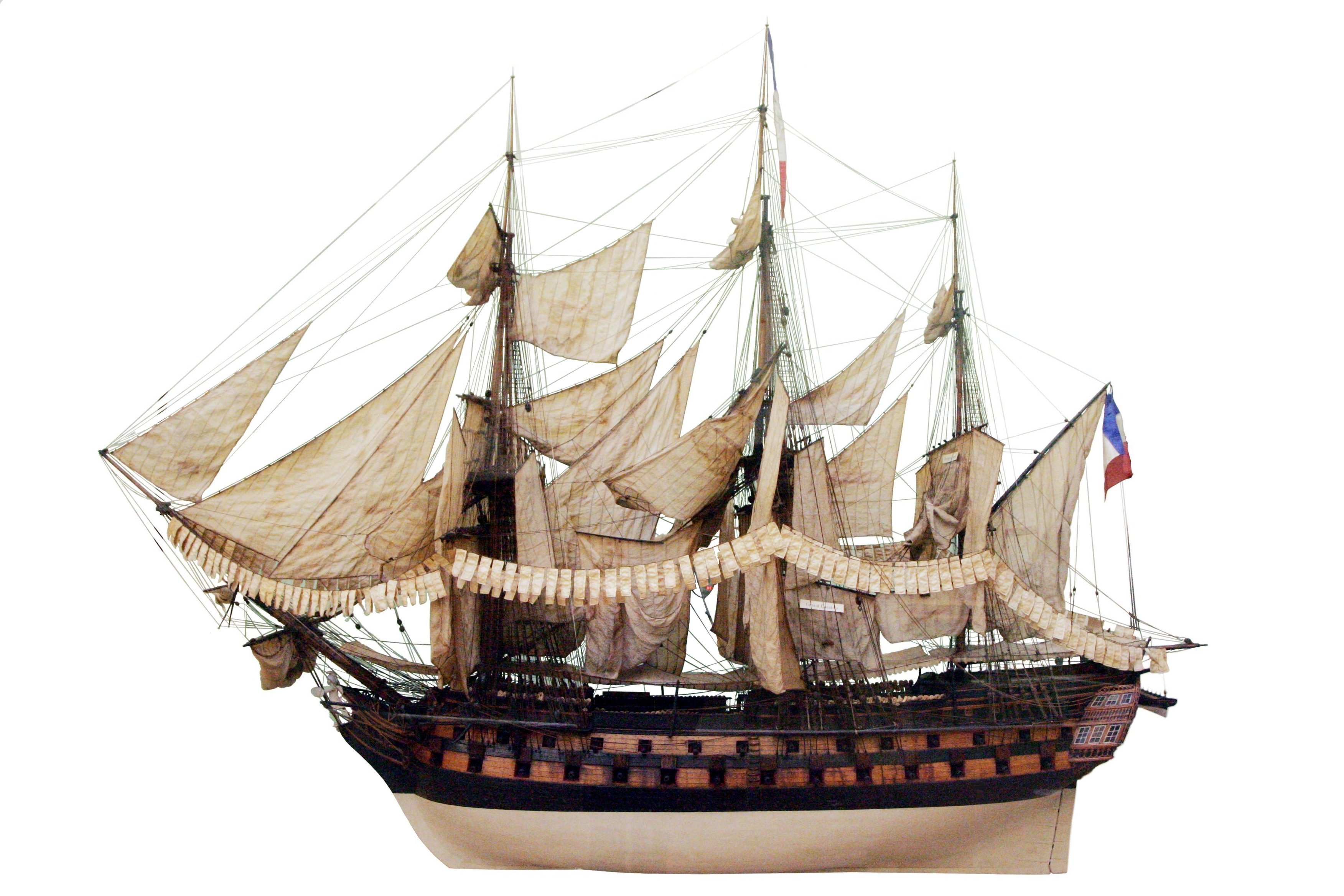
Maquette de l’Achille du Musée national de la Marine.

Il commande L'Achille, vaisseau de 74 canons, et fait partie de l’escadre franco-espagnole de Villeneuve, que Nelson va détruire. De toute cette escadre de 33 navires, L'Achille signale le premier l’arrivée de la flotte britannique, le 28 vendémiaire (20 octobre 1805). La bataille s’engagea bientôt ; on sait comment elle se termina.
Thiers, dans son histoire du Consulat et de l’Empire (tome VI, page 170), Guérin, dans sa France maritime (tome VI, page 443), ont raconté cette lutte terrible et soulignent la part qu’y prit L’Achille. « Une dernière scène, a écrit Thiers, vint saisir d’horreur les combattants et d’admiration nos ennemis eux-mêmes. » Il dépeint L’Achille assailli de tous côtés, se défendant avec opiniâtreté sans se soucier de l’incendie qui gagna tout le bâtiment, atteint les poudres, et le fait sauter avec son héroïque équipage.
Guérin s’exprime ainsi : « L’Achille, Capitaine Denièport, soutenait une lutte plus énergique encore. Démâté de son mât d’artimon dès le début de l’action, bientôt après, il avait perdu son mât de hune, mais cela n’avait pas ralenti l’ardeur de l’équipage… Ce malheureux vaisseau de 74 tombe dans un peloton composé du trois ponts le Prince, du Swiftsure britannique et du Polyphemus qui le battent à bâbord, à tribord et en poupe. Le capitaine Deniéport reçoit un premier coup qui lui fracasse la cuisse, et déclare néanmoins qu’il ne quittera pas son poste ; un second coup l’étend mort sur son gaillard. Ceux qui lui succèdent tombent comme lui jusqu’à ce que l’enseigne Cauchard se trouve investi du commandement par la mort de tous ses chefs. »

## Source
- Bulletin trimestriel les amis du vieux Dieppe, année 1930, fascicule no 30.